# Чернов Микола Михайлович
Микола Михайлович Чернов (14 квітня 1949, місто Киштим, тепер Челябінської області, Російська Федерація) — радянський діяч, токар Киштимського машинобудівного заводу імені Калініна Челябінської області. Член ЦК КПРС у 1990—1991 роках.

## Життєпис
У 1966 році закінчив Киштимське міське професійно-технічне училище Челябінської області.
У 1966–1968 роках — токар Киштимського машинобудівного заводу імені Калініна Челябінської області.
З 1968 по 1970 рік служив у Радянській армії.
З 1970 року — токар Киштимського машинобудівного заводу імені Калініна Челябінської області.
Член КПРС з 1975 року.
У 1979 році закінчив Киштимський радіомеханічний технікум Челябінської області.
Подальша доля невідома.